# Таємне Товариство Боягузів, або Засіб від переляку № 9
«Таємне Товариство Боягузів, або Засіб від переляку № 9» — дитяча пригодницька науково-фантастична повість сучасної української письменниці Лесі Ворониної. 2012 року книга отримала премію «Дитяча книга року BBC».
Хлопчик Клим, боягуз, що боїться хуліганів, одного разу дізнається про Таємне Товариство Боягузів. Вступивши до нього, він дізнається, що Землі загрожують прибульці з космосу, які поширюють вірус страху. Але ті, хто й так боягузи, можуть побороти страх і протистояти лиходіям. Клим потрапляє в пригоди у часі й просторі, щоб врятувати батьків, бабусю, друзів та увесь світ.
Продовженням повісті є «Пастка для синьоморда, або Таємне Товариство Брехунів».

## Сюжет
Розповідь ведеться від імені школяра Клима Джури. Живе він з бабусею, батьки, — археологи, котрі поїхали розкопувати руїни єгипетської піраміди. Якось Клим бачить хулігана Сашка Смика — худорлявого розпатланого хлопчика на прізвисько «Кактус». Злякавшись хулігана, Клим тікає і провалюється в люк, де потрапляє до секретної лабораторії так званого ТТБ («Таємне Товариство Боягузів»). Виявляється, ТТБ давно знає, хто він, і хоче випробувати винайдений засіб від страху на Климі.
Клим опиняється на невідомій вулиці, яка приводить до старого будинку із залізною брамою, де перебуває жінка, яку Клим бачив востаннє у секретній лабораторії (вона весь час нагадувала когось Климу). В саду будинку він знайомиться з двома хлопцями Жуком і Зайцем, які чекають його на підготовці до вечірньої операції: Клим повинен стояти рівно о дев'ятій години вечора біля банку (де працює прибиральницею його бабуся) і грати жалісливу пісню про байбачка, яку будуть співати Жук і Заєць. Клим починає підозрювати, що Таємне Товариство Боягузів — банда грабіжників, які хочуть викрасти золоті зливки з банку, але все-таки прибуває на площу. Коли цей новий член Таємного Товариства Боягузів виконує своє завдання, до банку, на подив Клима, під'їжджає мотоцикл з двома постатями, які нагадують Климу батьків, які зараз в Єгипті, у пустелі. Несподівано вчиняється вереск, бо пограбували чоловіка. Трійко друзів кидаються геть з місця злочину. Після нападу на банкіра, герої повертаються, Клим думає, що він — учасник пограбування.
Герої потрапляють до банку. Жук відкриває прохід через стіну, який приводить до місця, де сидять дивні сині жаби. Жук і Заєць говорять, що насправді ці жабоподібні створіння — космічні прибульці, які захопили вже половину світу, а банк — головна їхня база, де вирощують мутантів-перевертнів і посилають на таємні завдання. Окупанти вміють проникати в людську свідомість і заражають людство найстрашнішим вірусом — вірусом страху, а Таємне Товариство Боягузів бореться з цим і шукає протиотруту. Клим вражений почутим, але задумується, як побороти прибульців, якщо ТТБ — Таємне Товариство Боягузів? Він дізнається, що найперше вірус вражає хоробрих. А ті, хто звик боятися все життя, мають свої засоби подолання страху.
Наступного ранку Клим знов бачить Кактуса. Цього разу він перемагає, борючись з ним. По дорозі до школи, хлопець натрапляє на прибульця на будівельному майданчику. Але хлопця рятує муха, яка для синьомордих є снодійним, а Клим тікає.
Хлопець ніяк не може зв'язатися з ТТБ та Жуком і Зайцем. Але на допомогу прилітає велетенський метелик із посланням. Клим поспішає до своєї квартири, де не виявляє бабусі. Проте лунає її голос, повідомляючи, де знайти ключ від автомобіля, який допоможе в боротьбі з синьомордами. З першим кроком до автомобіля «Запорожця», по вулиці у бік Климового дому їде екскаватор, після чого Клим береться за кермо, і, змігши керувати машиною, бачить, що екскаватором керує той самий «синьомордий». Автомобіль сам протистоїть недругу, перевертаючи екскаватор із прибульцем.
Механічний голос (той самий, що керував «Запорожцем» і зустрів Клима із ТТБ) говорить, що це ватажок окупантів, і розказує всі факти захоплення планети синіми жабами з космосу. В пустелю, де Климові батьки досліджують піраміду, рівно о третій годині ночі, прибуває десант хижаків. І ТТБ, і протиотруту від вірусу страху, яким заражено багато мешканців Землі, і «Запорожець» придумала пані Соломія, та її «синьоморді» вистежили й захопили.
Клим опиняється посеред сільської садиби бабусі. Прилітає жовтий метелик, який передав записку, з новими інструкціями: «Третій помідорний кущ ліворуч від паркану». Кущ від'їжджає, а потім відкривається металева порожнина, схожа на дитячу гірку. Хлопець з'їжджає вниз до схованки. На стіні висить сімейна фотографія із тією ж жінкою із секретної лабораторії ТТБ, яка весь час нагадувала когось хлопцеві. Він розуміє — це Климова бабуся, пані Соломія, тільки молода.
У кутку схованки стоїть прилад, схожий на комп'ютер. Під приладом — скринька, яка містить секрети всіх подій того дня, але відчинити її марно. Клим розуміє, що втратив будь-яку надію на врятування бабусі. Але поклавши руки на скриньку, він, сам того не очікуючи, вмикає комп'ютер. На екрані видно жінку, яка називає Клима онуком. Це пані Соломія, бабуся хлопця, тільки тридцятирічна, з минулого. В минулому вона сконструювала машину, за допомогою якої можна літати в часі й просторі та перемістилась на 30 років уперед, аби подивитись долю своїх нащадків. За допомогою відеозв'язку Соломія передає наступну інструкцію — перенестися до піраміди, куди прямують основні сили загарбників. «Запорожець» насправді є машиною часу, яка й перенесе Клима в час, коли синьомордам ще можна завадити.
Клим у «Запорожці» витягає фотографію з рамки, кладе руку на фото і набирає вказаний час, хоча ключ заклинює. Коли хлопець переноситься у потрібне місце, у потрібний час, він зустрічається з батьками і вони розповідають, що це вони були біля банку, щоб він зміг пробратися у лігвисько синьомордів. Його чекали минулого дня, але неполадка з ключем усе ускладнила. Клим обурений, що пані Соломія не допомогла сама собі, але, як говорить батько Климу, за законами Всесвіту не можна зустрітися з самим собою.
Обговорюючи боротьбу з жабами, Клим згадує мух, які мають на прибульців снодійну дію. З батьками він прибуває до лабораторії, де бачить Жука і Зайця, відправлених туди Соломією перед її викраденням. Але в цей час на піраміди починають прибувати сині жаби. Дослідивши папірус батьків, Клим відшукує сховану дримбу. Він починає грати на дримбі, що приманює звідусіль численних комах. Жаби не можуть протистояти голоду і беруться ловити комах, після чого засинають. Наблизившись до прибульця, Клим відчуває його думки — жаби поневолять людей, щоби ті працювали рабами на мушиних фермах. Його батьки запускають машину часу аби перенестися у вчора і не дати викрасти бабусю.
Прибувши на місце, Клим помічає Кактуса в компанії дивних людей у плащах і капелюхах, які виявляються «синьомордими». Хлопець здогадується — жаби підкупили хулігана і йдуть до командного центру. Але пробратися туди жодна людина не може, оскільки для відімкнення сигналізації потрібен відбиток жаб'ячої лапи. Жук і Заєць зламують сигналізацію, дозволяючи потрапити всередину центру. Клим знаходить бабусю, котра передає торбинку з насінням, яке слід розвіяти над пірамідами. Вона застерігає, що зараз змінюється майбутнє, що матиме непередбачувані наслідки, тому часоліт необхідно повернути на місце.
Скориставшись «Запорожцем», Клим з батьками розвіює насіння, яке вкриває пустелю квітами. Батько роз'яснює, що пилок квітів зробить жаб слухняними, саме тоді їм слід наказати назавжди забратися з нашої планети. Щойно Клим подумки віддає жабам наказ, вони повертаються в кораблі та відлітають.
Після повернення бабуся розповідає як за минулі роки виростила сорт квітів, який лікує людей від страху, а жаб від жорстокості. Жук і Заєць обіцяють стати цирковими акробатами, але ТТБ не припинить роботи, адже боягуз, який переміг свій страх — найсильніша людина в світі, та може навчити цього інших.

## Персонажі

### Головні
1. Клим Миколайович Джура — головний герой, школяр, на початках боягузливий і невпевнений. З часом він проявляє кмітливість, відвагу та сміливість у допомозі своїм рідним і друзям. Щодо нього бабуся і батьки мають плани з порятунку Землі, але довго не виказують цього.
2. Таємне Товариство Боягузів (ТТБ) — організація, створена з метою порятунку планети від прибульців та вірусу страху, її засновник — Пані Соломія.
3. Жук і Заєць з ТТБ — товариші Клима.
4. Пані Соломія (бабуся Клима) — скромна прибиральниця в банку, насправді ж — учений-винахідник машини часу і засобу проти страху. Саме вона спланувала численні події, щоб допомогти ТТБ, Климу і його батькам завадити прибульцям у минулому, оскільки власну історію вона змінювати не може.
5. Батьки Клима — археологи, котрі знають про ТТБ і важливість Клима, але приховують це, поки не настане потрібний час.
6. Прибульці — подібні на синіх велетенських жаб істоти, звані синьомордами. Їхньою метою є поневолити людей, щоб вони працювали на фермах і вирощували комах, яких прибульці поїдають.
7. Ватажок синьомордів — лідер синьомордів на Землі, головний антагоніст твору та заклятий ворог Клима. Перетинався з Климом на будівельному майданчику і намагався вбити його.
8. Механічний голос — голос комп'ютера, який зустрів Клима з ТТБ і роз'яснив деталі боротьби ТТБ з прибульцями.

### Другорядні
1. Кактус (Сашко Смик) — хуліган, якого боїться Клим. Згодом прибульці підкупляють його та роблять своїм прислужником.
2. Байбачок
3. Банкір
4. Люди

## Оцінки й відгуки
Автор книги Леся Воронина описувала ідею повісті та її продовження: «Я напевно б замислилась над тим, що найстрашніший ворог, коли ти можеш з нього посміятись, він уже не може тебе залякати. Може побити, може завдати кривди, але він тебе не принизить і не змусить підкоритись. Мені хотілося, щоб дитина, крім того, що їй буде цікаво і весело, крім того, що це буде динамічний сюжет, який не дасть їй відкинути книжку, захотіла дізнатись, що буде далі. А ще мені хотілось, щоб вона замислилася над тим, що людина, яка не поважає себе, не поважає інших і дозволяє себе принижувати — не може бути щасливою».
Книжковий ресурс «Друг читача» загалом позитивно відгукнувся про повість: «Безперечно, дитяча література має закликати до „апрагматичного“ — красивого, морально довершеного, одне слово, до істини й добра. Так воно і трапляється в повістях Л. Ворониної, які просочені патріотизмом, любов'ю до своєї родини та рідної землі. Такі твори виховують у дітях гордість за те, що вони народилися в Україні. Повісті закликають дітей до поваги до своїх батьків, бабусь і дідусів. Так, під час порятунку світу Клим дізнається й історію свого роду (рід його походять із характерників)». Але зауважувалися елементи, зрозумілі дорослим, що жили за СРСР, однак незрозумілі сучасним дітям. Також негативним аспектом було названо коректорську роботу.

## Нагороди
- Премія «Дитяча книга року BBC» — 2012[1]